# Hołowy
Hołowy (ukr. Голови) – wieś na Ukrainie w rejonie wierchowińskim obwodu iwanofrankiwskiego.